# Понтес Морейра, Микаэл
Микаэ́л По́нтес Море́йра (порт.-браз. Mycael Pontes Moreira; родился 12 марта 2004, Порту-Велью) — бразильский футболист,  вратарь клуба «Атлетико Паранаэнсе».

## Клубная карьера
Воспитанник футбольной академии клуба «Атлетико Паранаэнсе», за которую выступает с 16 лет. 3 июля 2024 года дебютировал в основном составе «Атлетико Паранаэнсе» в матче бразильской Серии A против «Сан-Паулу».

## Карьера в сборной
В 2019 году в составе сборной Бразилии выиграл чемпионат Южной Америки среди игроков до 15 лет.
В 2022 году дебютировал за сборную Бразилии до 20 лет. В январе — феврале 2023 года принял участие в молодёжном чемпионате Южной Америки, сыграв в семи матчах турнира, и помог бразильцам выиграть чемпионский титул.

## Достижения

### Командные достижения
Бразилия (до 15 лет)
- Победитель чемпионата Южной Америки: 2019

Сборная Бразилии (до 20 лет)
- Победитель чемпионата Южной Америки для игроков до 20 лет: 2023